# Gaur (Nepal)
Gaur é uma cidade do Nepal.